# El detectiu Conan: El franctirador dimensional
El detectiu Conan: El franctirador dimensional (名探偵コナン　異次元の狙撃手, Meitantei Konan: Ijigen no Sunaipā) és una pel·lícula d'anime japonesa estrenada el 19 d'abril del 2014. És la divuitena basada en la sèrie manga Detectiu Conan de Gosho Aoyama. Fou nominada al Premi de l'Acadèmia Japonesa a la millor pel·lícula d'animació. Es va estrenar doblada al català el 12 d'abril del 2020.

## Argument
A Tòquio, un misteriós franctirador està atemorint els ciutadans, disparant-los indiscriminadament des de qualsevol indret i a qualsevol hora del dia. En Conan té la missió d'esbrinar de qui es tracta i aturar-lo.

## Doblatge
| Shinichi Kudo            | Kappei Yamaguchi   | Òscar Muñoz           |
| Conan Edogawa            | Minami Takayama    | Joël Mulachs          |
| Ran Mouri                | Wakana Yamazaki    | Núria Trifol          |
| Kogoro Mouri             | Akira Kamiya       | Jordi Royo            |
| Hiroshi Agasa            | Kenichi Ogata      | Fèlix Benito          |
| Ai Haibara               | Megumi Hayashibara | Roser Aldabó          |
| Genta Kojima             | Wataru Takagi      | Miquel Bonet          |
| Mitsuhiko Tsuburaya      | Ikue Ōtani         | Elisabet Bargalló     |
| Ayumi Yoshida            | Yukiko Iwai        | Berta Cortés          |
| Sonoko Suzuki            | Naoko Matsui       | Eva Lluch             |
| Inspector Megure         | Chafūrin           | Ramon Canals          |
| Wataru Takagi            | Wataru Takagi      | Marc Gómez            |
| Miwako Sato              | Atsuko Yuya        | Meritxell Sota        |
| James Black              | Iemasa Kayumi      | Enric Isasi-Isasmendi |
| Andre Camel              | Kiyoyuki Yanada    | Pep Ribas             |
| Jodie Starling           | Miyuki Ichijou     | Montse Puga           |
| Masumi Sera              | Noriko Hidaka      | Clara Schwarze        |
| Shuichi Akai             | Shūichi Ikeda      | Manel Gimeno          |
| Subaru Okiya             | Ryotaro Okiayu     | Daniel Albiac         |
| Ninzaburo Shiratori      | Kazuhiko Inoue     | Josep Maria Mas       |
| Kazunobu Chiba           | Isshin Chiba       | Aleix Estadella       |
| Jack Waltz               | Patrick Harlan     | Albert Trifol         |
| Timothy Hunter           | Kazuya Nakai       | Domènech Farell       |
| Fumimaro Ayanokoji       | Ryotaro Okiayu     | José Luis Mediavilla  |
| Kevin Yoshino            | Sōta Fukushi       | Pep Papell            |
| Font: Anime News Network |                    |                       |